# Jazz (Henri Matisse)
Jazz ist ein Werk der Buchkunst, das aus zwanzig Illustrationen sowie Texten von Henri Matisse besteht. Es basiert auf Scherenschnitten und ist eines der wichtigsten Künstlerbücher des 20. Jahrhunderts. Tériade, ein bekannter griechisch-französischer Kunstverleger, publizierte es im Jahr 1947.

## Entstehung
„In die Farbe direkt hineinzuschneiden erinnert mich an die Arbeit der Bildhauer im Stein. Aus diesem Geist ist mein Buch entstanden […] Diese Bilder in lebhaften und kräftigen Tönen sind aus kristallisierten Erinnerungen an den Zirkus, an Volksmärchen oder an Reisen entstanden.“

Als Matisse mit dem Projekt begann, war er über 70 Jahre alt und bei schlechter Gesundheit, das „Malen mit der Schere“ erleichterte ihm seine künstlerische Arbeit. Wie bereits in früheren Jahren benutzte er eine Schere, um einfache Formen aus Papieren auszuschneiden, die mit Gouachefarben nach seinen Anweisungen monochrom eingefärbt wurden. Die Schnitte arrangierte er mit Hilfe seiner Assistentin Lydia Delectorskaya auf Papierbögen, die ebenfalls eingefärbt waren. Diese Kompositionen dienten als Druckvorlage. In der Edition nehmen fünfzehn Bilder eine Doppelseite ein, während fünf Bilder eine linke oder rechte Seite einnehmen und Matisse’ kalligrafischen Zeilen gegenübergestellt sind. 
Jazz wurde im Herbst 1947 veröffentlicht – die Scherenschnitt-Vorlagen entstanden bereits 1943/44. Das Buch ist der Höhepunkt für Matisse’ Technik der „papiers découpés“. Sein Verleger Tériade, mit dem er auch bei anderen Publikationen wie der Zeitschrift Verve zusammenarbeitete, ließ das Buch in einem neuen aufwändigen Schablonendruckverfahren, Stencil, herstellen. Der Titel ergibt sich aus der Improvisation und dem Rhythmus der Bilder, die den Bezug zum Musikstil Jazz herstellen. Motive, die Clowns, Akrobaten, Kunstreiter und Säbelschlucker darstellen, weisen auf den ursprünglich geplanten Titel „Cirque“ (Zirkus) hin. Spaßmacher und Akrobaten dienen als Metaphern für die künstlerische Existenz. Der Text in Matisse’ Handschrift illustriert nicht die Bilder, sondern mit ihm reflektiert Matisse seine künstlerischen Mittel und philosophiert über Themen wie Glück, Tod oder Gott. Die mit schwarzer Tusche geschriebenen Texte bilden ein Gegengewicht zu den farbigen Illustrationen.
Die Originale der limitierten Erstauflage von 250 Exemplaren wurden nicht gebunden, da die Bindung die Bilder zerstört hätte. Käufer des Buches ließen sich Umschläge entwerfen, die die Seiten zusammenhielten.

## Bedeutung
Jazz gehört zu den erfolgreichsten Künstlerbüchern in limitierten Editionen, die von Künstlern des 20. Jahrhunderts geschaffen wurden, neben Picasso, Chagall und Raoul Dufy.  Einige Drucke von Jazz sind zu klassischen Bildern geworden, die häufig als Poster reproduziert werden wie beispielsweise Icarus oder Le Lagon.

## Werkausgaben
- 1947: Jazz. Tériade, Paris
- 1957: Jazz. R. Piper & Co, München
- 2009:  Jazz, hrsg. von  Katrin Wiethege. Prestel, München, ISBN 978-3-7913-4278-8